# Cat in the Snow
Cat in the Snow (em português: "Gata na Neve") é uma canção da cantora folk americana Amy Jo Johnson. Foi lançada como download digital em 21 de Dezembro de 2001, chegando as rádios estadunidenses em Abril de 2002, como segundo single do álbum de estreia de Amy Jo, The Trans-American Treatment. Foi escrita pela própria Amy Jo Johnson e produzida por J.T. McCluskey.

## Composição e arranjos
Essa foi a última canção gravada para o álbum The Trans-American Treatment. Em seu site oficial, Amy contou que escreveu e pensou na melodia dessa canção em uma tarde de inverno dentro de uma garagem de moto, em Michigan. Na letra, Amy faz uma alusão a condição humana a situação de uma gata na neve. No refrão, é descrito um momento de tédio, onde os dias passam e as coisas não mudam. 
Harmonicamente, Cat In The Show traz um clima soft e gótico, tanto em sua letra quanto em sua melodia, que imprime um ar frágil, vulnerável e sombrio. O arranjo é marcado pela presença do som de uma escaleta, tendo seu momento de destaque na ponte para o último refrão.

## Trilha Sonora
No final de 2003, Amy Jo Johnson passou a integrar a série The Division no papel da policial novata Stacy Reynolds. Além de atuar, Amy mostrou também seu lado musical na série, quando foi proposto que uma de suas canções estivesse na presente como fundo musical de um dos novos episódios. Como Cat In The Show era uma música conhecida pelos criadores da série, ela foi a escolhida por eles, para ser tema de "Be Careful What You Wish For", episódio de número vinte da quarta temporada. O episódio foi exibido em 27 de Julho de 2004 pelo canal original da série, o Lifetime.

## Créditos
Lista-se abaixo os profissionais envolvidos na elaboração de Cat In The Snow, de acordo com o encarte do álbum The Trans-American Treatment.
| - Vocal - Amy Jo Johnson - Composição - Amy Jo Johnson - Produção musical, Escaleta - J.T. McCluskey | - bateria - Larry Bers - Guitarra - Chris Bauer - Mandolin – Rick Barns |

### Faixas
| Download digital |                   |                |         |  |
| N.º              | Título            | Compositor(es) | Duração |  |
| 1.               | "Cat In The Snow" | Amy Jo Johnson | 4:03    |  |
| Duração total:   | Duração total:    | Duração total: | 4:03    |  |